# Vilaplana (kommunhuvudort)
Vilaplana är en kommunhuvudort i Spanien.   Den ligger i provinsen Província de Tarragona och regionen Katalonien, i den östra delen av landet, 400 km öster om huvudstaden Madrid. Vilaplana ligger 371 meter över havet och antalet invånare är 564.
Terrängen runt Vilaplana är lite bergig. Runt Vilaplana är det tätbefolkat, med 459 invånare per kvadratkilometer. Närmaste större samhälle är Reus, 10,1 km sydost om Vilaplana. 